# Targoszyce (Białoruś)
Targoszyce (biał. Таргошыцы; ros. Торгошицы) – wieś na Białorusi, w obwodzie brzeskim, w rejonie pińskim, w sielsowiecie Ochowo, w pobliżu granic Pińska i przy drodze magistralnej M10.
Dawniej wieś i folwark. W dwudziestoleciu międzywojennym leżały w Polsce, w województwie poleskim, w powiecie pińskim, w gminie Żabczyce. Po II wojnie światowej w granicach Związku Sowieckiego. Od 1991 w niepodległej Białorusi.